# Заря (Сокулукский район)
Заря (кирг. Заря) — село в Сокулукском районе Чуйской области Кыргызстана. Входит в состав Джаны-Пахтинского аильного округа. Код СОАТЕ — 41708 222 826 03 0.

## География
Село расположено в северной части области, к югу от реки Чу, вблизи государственной границы с Казахстаном. Абсолютная высота — 598 метров над уровнем моря.

## Население
| год     | 2009 | 2014 | 2015 |
| ------- | ---- | ---- | ---- |
| человек | 710  | 794  | 782  |